# Lijst van stripmuren in Brussel
Onderstaande is een lijst van stripmuren in Brussel op publiek zichtbare plaatsen. Ook muren buiten de officiële striproute, zoals in de gemeente Oudergem, zijn opgenomen.
De stad Brussel is in 1991, in samenwerking met het Stripmuseum, begonnen met het schilderen van bekende stripfiguren op gevels en muren. Schepen Michel Van Roye wilde hiermee Brussel in de verf zetten als hoofdstad van het stripverhaal, gebruik makend van muurruimte die was vrijgekomen door zijn verbod op reclameborden binnen de Vijfhoek. In het Franse Angoulême bestond reeds een stripmuur (een werk van Erró uit 1982), maar het idee van een parcours was nieuw. Het Brusselse project telt anno 2017 meer dan vijftig realisaties en wordt nog jaarlijks uitgebreid. Het heeft onder meer navolging gekregen in Antwerpen en in Angoulême.
| Stripmuur                                     | Striptekenaar                            | Datum                         | Datum                         | Realisatie | Locatie | Oppervlakte in m² (±) | foto                                                       |
| --------------------------------------------- | ---------------------------------------- | ----------------------------- | ----------------------------- | --- | --- | --------------------- | ---------------------------------------------------------- |
| Ragebol                                       | Frank Pé                                 | juli 1991                     | renovatie: september 1999     | Art Mural vzw Georgios Oreopoulos David Vandegeerde Jean-Yves Mangnay Renaud Pieterhons                       | Vijfhoek, Kolenmarkt / Verversstraat                                                                                                  | 45                    | Stripmuur Ragebol te Brussel                               |
| Victor Sackville                              | Francis Carin                            | augustus 2002                 | augustus 2002                 | Art Mural vzw Georgios Oreopoulos David Vandegeerde                                                           | Vijfhoek, Kolenmarkt / Verversstraat                                                                                                  | 50                    | Stripmuur Victor Sackville te Brussel                      |
| De doorgang                                   | François Schuiten                        | juli 1995                     | juli 1995                     | Art Mural vzw Georgios Oreopoulos David Vandegeerde                                                           | Vijfhoek, Kolenmarkt 17 | 20                    | Stripmuur De Doorgang te Brussel                           |
| Rik Ringers                                   | Tibet                                    | november 1994                 | november 1994                 | Art Mural vzw Georgios Oreopoulos David Vandegeerde                                                           | Vijfhoek, Bijstandsstraat 9 | 30                    | Stripmuur Rick Ringers te Brussel                          |
| Kuifje                                        | Hergé                                    | juli 2005                     | juli 2005                     | Art Mural vzw Georgios Oreopoulos David Vandegeerde                                                           | Vijfhoek, Stoofstraat 33 | 36                    | Stripmuur Kuifje te Brussel (centrum)                      |
| Roze Bottel                                   | Dany                                     | juni 1997                     | juni 1997                     | Art Mural vzw Georgios Oreopoulos David Vandegeerde                                                           | Vijfhoek, Eikstraat 9 | 60                    | Stripmuur Rozenbottel                                      |
| De Jonge Albert                               | Yves Chaland                             | mei 2000                      | mei 2000                      | Art Mural vzw Georgios Oreopoulos David Vandegeerde Jean-Yves Mangnay Renaud Pieterhons                       | Vijfhoek, Cellebroerstraat 49 | 110                   | Stripmuur de jonge Albert te Brussel                       |
| Meneer Johan                                  | Philippe Dupuy en Charles Berberian      | november 2002                 | november 2002                 | Art Mural vzw Georgios Oreopoulos David Vandegeerde                                                           | Vijfhoek, Bogaardenstraat / Zuidstraat                                                                                                | 64                    | Stripmuur meneer Johan te Brussel                          |
| XIII                                          | William Vance Jean Van Hamme             | oktober 2010                  | oktober 2010                  | Art Mural vzw Georgios Oreopoulos David Vandegeerde Roland Kuleczko                                           | Vijfhoek, Philippe de Champagnestraat 33                                                                                              | 43                    | Stripmuur XIII (Dertien) te Brussel                        |
| Yoko Tsuno                                    | Roger Leloup                             | juni 2010                     | juni 2010                     | Art Mural vzw Georgios Oreopoulos David Vandegeerde Roland Kuleczko Ardila Aguirre Geoffroy Dussart           | Vijfhoek, Nieuwland 15 | 55                    | Stripmuur Yoko Tsuno te Brussel                            |
| Thorgal                                       | Grzegorz Rosinski en Jean Van Hamme      | september 2013                | september 2013                | Urbana | Vijfhoek, Anneessensplein 2a | 125                   | Stripmuur Thorgal                                          |
| Robbedoes                                     | Yoann Chivard (Yoann) en Fabien Vehlmann | juli 2014                     | juli 2014                     | Urbana Nicolas Morreel                                                                                        | Vijfhoek, Onze-Lieve-Vrouw van Gratiestraat 3                                                                                         | 110                   | Robbedoes op de rommelmarkt                                |
| Isabel                                        | Will                                     | oktober 1997 (Verdwenen 2016) | oktober 1997 (Verdwenen 2016) | Art Mural vzw Georgios Oreopoulos David Vandegeerde                                                           | Vijfhoek, Loofstraat 13 | 86                    | Stripmuur Isabel te Brussel                                |
| Nero                                          | Marc Sleen                               | mei 1995                      | mei 1995                      | Art Mural vzw Georgios Oreopoulos David Vandegeerde                                                           | Vijfhoek, Sint-Goriksplein | 40                    | Stripmuur Nero te Brussel                                  |
| XXe ciel.com                                  | Yslaire                                  | mei 1998                      | mei 1998                      | Art Mural vzw Georgios Oreopoulos David Vandegeerde                                                           | Vijfhoek, Kartuizersstraat 19 | 22                    | Stripmuur de Aartsengel te Brussel                         |
| Asterix                                       | Goscinny en Uderzo                       | augustus 2005                 | augustus 2005                 | Art Mural vzw Georgios Oreopoulos David Vandegeerde Marcelle Bordier Koen Weiss                               | Vijfhoek, Washuisstraat 15 | 145                   | Stripmuur Asterix te Brussel                               |
| Lucky Luke                                    | Morris                                   | juni 1993                     | juni 1993                     | Art Mural vzw Georgios Oreopoulos David Vandegeerde                                                           | Vijfhoek, Washuisstraat / 't Kindtstraat                                                                                              | 180                   | Stripmuur Lucky Luke in Brussel                            |
| Cori, de scheepsjongen                        | Bob de Moor                              | september 1998                | september 1998                | Art Mural vzw Georgios Oreopoulos David Vandegeerde                                                           | Vijfhoek, Fabriekstraat 21 | 48                    | Corry de scheepsjongen                                     |
| De dromen van Nick                            | Hermann Huppen                           | oktober 1999                  | oktober 1999                  | Art Mural vzw Georgios Oreopoulos David Vandegeerde Jean-Yves Mangnay Renaud Pieterhons                       | Vijfhoek, Fabriekstraat / Zennestraat                                                                                                 | 160                   | Stripmuur Droom je, Nick te Brussel                        |
| Caroline Baldwin                              | André Taymans en Bruno Wesel             | juli 2003                     | juli 2003                     | Art Mural vzw Georgios Oreopoulos David Vandegeerde                                                           | Vijfhoek, Kruitmolenstraat 10 | 150                   | Caroline Baldwin                                           |
| Blake en Mortimer                             | Edgar P. Jacobs                          | juni 2005                     | 2019                          | Art Mural vzw Georgios Oreopoulos David Vandegeerde                                                           | Vijfhoek, Hopstraat 24 | 104                   | Stripmuur Blake en Mortimer te Brussel                     |
| Dommel                                        | Dupa                                     | oktober 1994                  | oktober 1994                  | Art Mural vzw Georgios Oreopoulos David Vandegeerde                                                           | Vijfhoek, Vlaamsesteenweg 109 | 35                    | Dommelse Dommel                                            |
| Billy the Cat                                 | Stéphane Colman en Stephen Desberg       | juli 2000                     | juli 2000                     | Art Mural vzw Georgios Oreopoulos David Vandegeerde Jean-Yves Mangnay Renaud Pieterhons                       | Vijfhoek, Oppemstraat 24 | 50                    | Stripmuur Billy the Cat te Brussel                         |
| Suske en Wiske                                | Willy Vandersteen                        | juni 1995                     | juni 1995                     | Art Mural vzw Georgios Oreopoulos David Vandegeerde                                                           | Vijfhoek, Lakensestraat 116 | 25                    | Stripmuur Suske en Wiske te Brussel                        |
| FC De Kampioenen                              | Hec Leemans                              | april 2011                    | november 2017                 | Art Mural vzw Georgios Oreopoulos David Vandegeerde Roland Kuleczko Ardila Aguirre Geoffroy Dussart           | Vijfhoek, Vaartstraat 27 | 90                    | FC de Kampioenen                                           |
| Corto Maltese                                 | Hugo Pratt                               | september 2009                | september 2009                | Art Mural vzw Georgios Oreopoulos David Vandegeerde Roland Kuleczko Ardila Aguirre Geoffroy Dussart           | Vijfhoek, Akenkaai | 850                   | Stripmuur Corto Maltese te Brussel                         |
| Kobe de Koe / Volle melk                      | Johan De Moor                            | april 1999                    | april 1999                    | Art Mural vzw Edmond d'Hainaut Georgios Oreopoulos David Vandegeerde                                          | Vijfhoek, Damstraat 23 | 32                    |                                                            |
| De Schorpioen                                 | Enrico Marini                            | mei 2002                      | mei 2002                      | Art Mural vzw Georgios Oreopoulos David Vandegeerde                                                           | Vijfhoek, Treurenbergstraat 16 | 35                    | Stripmuur De Schorpioen te Brussel                         |
| Sjaak                                         | Cauvin en Carpentier                     |                               |                               | Art Mural vzw Georgios Oreopoulos David Vandegeerde                                                           | Vijfhoek, Schildknaapstraat 55 / Predikherenstraat                                                                                    | 10                    | Stripmuur Tussen Pot en Pint te Brussel                    |
| Guust Flater                                  | André Franquin                           | februari 2007                 | februari 2007                 | Art Mural vzw Georgios Oreopoulos David Vandegeerde                                                           | Vijfhoek, Schildknaapstraat 9 | 39                    | Stripmuur Guust Flater te Brussel                          |
| Quick & Flupke                                | Hergé                                    | juli 1996 (Verdwenen 2015)    | juli 1996 (Verdwenen 2015)    | Art Mural vzw Georgios Oreopoulos David Vandegeerde                                                           | Vijfhoek, Kapucijnenstraat / Hoogstraat 191 (tot 2016)                                                                                | 150                   | Oude stripmuur Quick en Flupke te Brussel                  |
| Quick & Flupke                                | Hergé                                    | december 2015                 | december 2015                 | Farmprod | Vijfhoek, Onze Heersstraat/ Blaesstraat 26 sinds 2015 bij het verdwijnen van de vorige muurtekening in de Hoogstraat wegens nieuwbouw | 50                    | Nieuwe stripmuur Quick en Flupke te Brussel                |
| Govert Suurbier                               | Laurent Verron en Yann                   | juni 2004                     | juni 2004                     | Art Mural vzw Georgios Oreopoulos David Vandegeerde                                                           | Vijfhoek, Kapucijnenstraat 13 | 33                    | Kapucijnenstraat, Brussel                                  |
| Blondie en Blinkie                            | Jijé                                     | november 1998                 | november 1998                 | Art Mural vzw Georgios Oreopoulos David Vandegeerde                                                           | Vijfhoek, Kapucijnenstraat 13 | 32                    | stripmuur Blondie en Blinkie te Brussel                    |
| Oh! Lieve hemel                               | Stuf en Janry                            | juli 2002                     | juli 2002                     | Art Mural vzw Georgios Oreopoulos David Vandegeerde                                                           | Vijfhoek, Miniemenstraat 96 | 28                    | Stripmuur Oh! Lieve hemel te Brussel                       |
| Bollie en Billie                              | Jean Roba                                | oktober 1995                  | hermaakt in april 2014        | Art Mural vzw Georgios Oreopoulos David Vandegeerde                                                           | Vijfhoek, Reebokstraat 19 | 25                    | Bollie en Billie                                           |
| De Beverpatroelje                             | Mitacq                                   | april 2003                    | april 2003                    | Art Mural vzw Georgios Oreopoulos David Vandegeerde                                                           | Vijfhoek, Blaesstraat 200 / Pieremansstraat 47                                                                                        | 50                    | Stipmuur de Beverpatroelje te Brussel                      |
| Jojo                                          | André Geerts                             | september 1999                | september 1999                | Art Mural vzw Georgios Oreopoulos David Vandegeerde                                                           | Vijfhoek, Pieremansstraat 41 | 56                    | Stripmuur Jojo te Brussel                                  |
| De Kat                                        | Philippe Geluck                          | augustus 1993                 | augustus 1993                 | Art Mural vzw Georgios Oreopoulos David Vandegeerde                                                           | Vijfhoek, Zuidlaan 87 | 80                    | Stripmuur de Kat                                           |
| Kuifje in Amerika                             | Hergé                                    | januari 2007                  | januari 2007                  | onbekend | Sint-Gillis, Hal van Station Brussel-Zuid                                                                                             |                       | Stripmuur Kuifje in het westen in het station Brussel-Zuid |
| Yakari                                        | Derib en Job                             | 2009                          | 2009                          | Maxime Barbier                                                                                                | Sint-Gillis, De Thystraat 25 |                       | Stripmuur Yakari (detail) te Sint-Gillis (Brussel)         |
| Signor Spaghetti, Ton en Tinneke & Bob Morane | Dino Attanasio                           | december 2009                 | december 2009                 | onbekend | Koekelberg, Van Bergenstraat |                       | Stripmuur Signor Spaghetti te Koekelberg (Brussel)         |
| Titeuf                                        | Zep                                      | september 2006                | september 2006                | Art Mural vzw Georgios Oreopoulos David Vandegeerde Ardila Aguirre Koen Weiss                                 | Laken, Emile Bockstaellaan 1 | 160                   | Stripmuur Titeuf te Laken (Brussel)                        |
| Guus Slim                                     | Maurice Tillieux                         | mei 2009                      | mei 2009                      | Art Mural vzw Georgios Oreopoulos David Vandegeerde Roland Kuleczko Ardila Aguirre                            | Jette, Leopold I-straat / Thys-Vanhamstraat                                                                                           | 77                    | Stripmuur Guus Slim te Brussel                             |
| Natasja                                       | François Walthéry                        | oktober 2009                  | oktober 2009                  | Art Mural vzw Georgios Oreopoulos David Vandegeerde Roland Kuleczko Alejandro Ardila Aguirre Geoffrey Dussart | Laken, Jan Bollenstraat 23 | 200                   | Stripmuur Natasja te Laken (Brussel)                       |
| Tiny                                          | Marcel Marlier en Gilbert Delahaye       | oktober 2004                  | oktober 2004                  | Art Mural vzw Georgios Oreopoulos David Vandegeerde                                                           | Laken, Koninginnelaan 325 / Stefaniastraat                                                                                            | 180                   | Stripmuur Tiny te Brussel                                  |
| Le Roi des mouches                            | Mezzo                                    | juni 2007                     | juni 2007                     | Art Mural vzw Georgios Oreopoulos David Vandegeerde Renaud Pieterhons                                         | Laken, Hubert Stiernetstraat 23 | 96                    | Stripmuur Le roi des mouches te Brussel                    |
| Lincoln                                       | Olivier Jouvray en Jérôme Jouvray        | mei 2006                      | mei 2006                      | Art Mural vzw Georgios Oreopoulos David Vandegeerde                                                           | Laken, Paleizenstraat / Arthur Cosynstraat                                                                                            | 120                   | Stripmuur Lincoln te Laken (Brussel)                       |
| Kiekeboe                                      | Merho                                    | april 2009                    | april 2009                    | Art Mural vzw Georgios Oreopoulos David Vandegeerde Roland Kuleczko Alejandro Ardila Aguirre                  | Laken, Madridlaan / Dikkelindelaan | 81                    | Stripmuur Kiekeboe te Laken (Brussel)                      |
| De Kleine Robbe                               | Tome en Janry                            | mei 2006                      | mei 2006                      | Art Mural vzw Georgios Oreopoulos David Vandegeerde                                                           | Heizel, Eeuwfeestlaan (Bruparckplein)                                                                                                 | 50                    | Stripmuur Kleine Robbe te Brussel                          |
| Guus Slim (bord)                              | Maurice Tillieux                         | oktober 2006                  | oktober 2006                  | | Oudergem, Oudemolenstraat |                       |                                                            |
| Guus Slim (bord)                              | Maurice Tillieux                         |                               |                               | | Oudergem, Emile Idiersstraat 12 |                       |                                                            |
| Marsupilami                                   | André Franquin                           | mei 2013                      | mei 2013                      | Farmprod | Laken, Houba de Strooperlaan 141 |                       | Stripmuur Marsupilami te Laken (Brussel)                   |
| De Katamarom                                  | Gos en Walt                              | oktober 2008                  | oktober 2008                  | | Oudergem, Waverse Steenweg 1314 | 50                    | Stripmuur De Katamarom te Oudergem                         |
| Kuifje                                        | Hergé                                    | november 1988                 | november 1988                 | Studio Hergé                                                                                                  | Sint-Pieters-Woluwe, Stokkel (metrostation)                                                                                           |                       | Stripmuur Kuifje in metrostation Stokkel                   |
| Kuifje                                        | Hergé                                    | januari 2009                  | januari 2009                  | | Elsene, Station Brussel-Luxemburg |                       |                                                            |
| Stam en Pilou                                 | De Marck en De Wulf                      | juni 2011                     | juni 2011                     | | binnenterras café Het Goudblommeke in Papier, Cellebroersstraat 55 Sinds 2023 bedekt met zeil en te bezichtigen op verzoek.           | 21                    |                                                            |
| German en wij...                              | Frédéric Jannin                          | januari 2014                  | januari 2014                  | | Brussel, hoek Rogier van der Weydenstraat en Stalingradlaan                                                                           |                       | Stripmuur German en Wij te Brussel                         |
| Steven Sterk                                  | Peyo                                     | juni 2015                     | juni 2015                     | Urbana | Brussel, Hoogstraat |                       | Stripmuur Steven Sterk te Brussel                          |
| Leonardo                                      | Philippe Liégeois (Turk) en Bob de Groot | september 2015                | september 2015                | Urbana | Brussel, Kapucijnenstraat | 15                    | Stripmuur Leonardo te Brussel                              |
| Robbedoes                                     | Olivier Schwartz en Yann                 | juli 2015                     | juli 2015                     | | Elsene, Kruisstraat | 9                     |                                                            |
| Jommeke                                       | Jef Nys                                  | mei 2015                      | mei 2015                      | Art Mural vzw Georgios Oreopoulos David Vandegeerde Alejandro Ardila Aguirre                                  | Laken, Lokvogelstraat |                       | Stripmuur Brussel                                          |
| De Smurfen                                    | Peyo                                     | juni 2018                     | juni 2018                     | | Europakruispunt |                       |                                                            |
| Tamara                                        | Christian Darasse                        | juni 2019                     | juni 2019                     | | Laken, Terplaststraat 26 |                       |                                                            |
|                                               | Aurélie William Levaux                   | december 2019                 | december 2019                 | | Vijfhoek, Frédéric Bassestraat (onder Noord-Zuidverbinding)                                                                           |                       | Stripmuur Brussel                                          |
|                                               | Mathilde Van Gheluwe                     | december 2019                 | december 2019                 | | Vijfhoek, Sallaertstraat (onder Noord-Zuidverbinding)                                                                                 |                       | \|                                                         |
|                                               | Fabienne Loodts                          | december 2019                 | december 2019                 | | Vijfhoek, Fonteinstraat (onder Noord-Zuidverbinding)                                                                                  |                       |                                                            |
| Yasmina                                       | Wauter Mannaert                          | oktober 2020                  | oktober 2020                  | | Haren, Verdunstraat |                       | Stripmuur Yasmina                                          |
| Les crocodiles                                | Thomas Mathieu                           | oktober 2020                  | oktober 2020                  | | Vijfhoek, Kanonstraat / Koolstraat |                       |                                                            |
| Blake en Mortimer                             | Edgar P. Jacobs                          | september 2021                | september 2021                | | Vijfhoek, Tempelstraat 6 |                       |                                                            |
| Dagen van zand                                | Aimée de Jongh                           | november 2022                 | november 2022                 | | Neder-Over-Heembeek, Léon XIII-straat/ Sint-Nikolaasplein                                                                             |                       |                                                            |